# Nemipterus
Nemipterus is een geslacht van straalvinnige vissen uit de familie van valse snappers (Nemipteridae). Het geslacht is voor het eerst wetenschappelijk beschreven in 1839 door Swainson.

## Soorten
- Nemipterus aurifilum (Ogilby, 1910)
- Nemipterus aurorus Russell, 1993
- Nemipterus balinensis (Bleeker, 1859)
- Nemipterus balinensoides (Popta, 1918)
- Nemipterus bathybius Snyder, 1911
- Nemipterus bipunctatus (Valenciennes, 1830)
- Nemipterus celebicus (Bleeker, 1854)
- Nemipterus furcosus (Valenciennes, 1830)
- Nemipterus gracilis (Bleeker, 1873)
- Nemipterus hexodon (Quoy & Gaimard, 1824)
- Nemipterus isacanthus (Bleeker, 1873)
- Nemipterus japonicus (Bloch, 1793)
- Nemipterus marginatus (Valenciennes, 1830)
- Nemipterus mesoprion (Bleeker, 1853)
- Nemipterus nematophorus (Bleeker, 1853)
- Nemipterus nematopus (Bleeker, 1851)
- Nemipterus nemurus (Bleeker, 1857)
- Nemipterus peronii (Valenciennes, 1830)
- Nemipterus randalli Russell, 1986
- Nemipterus tambuloides (Bleeker, 1853)
- Nemipterus theodorei Ogilby, 1916
- Nemipterus thosaporni Russell, 1991
- Nemipterus virgatus (Houttuyn, 1782) – Gouden valse snapper
- Nemipterus vitiensis Russell, 1990
- Nemipterus zysron (Bleeker, 1857)